# Jorge Ibarra
Jorge José Ibarra Sánchez (ur. 29 sierpnia 1988 w Guadalajarze) – meksykański piłkarz występujący najczęściej na pozycji środkowego pomocnika, obecnie zawodnik Querétaro.

## Kariera klubowa
Ibarra jest wychowankiem zespołu Querétaro FC. Do treningów drużyny seniorów, występującej wówczas w drugiej lidze meksykańskiej, został włączony w wieku 18 lat. Po sezonie 2008/2009 awansował z Querétaro do meksykańskiej Primera División, w której zadebiutował 26 sierpnia 2009 w przegranym 1:2 spotkaniu z Atlante. Cały rok 2010 spędził na wypożyczeniu w drugoligowym CD Irapuato, z którym nie zdołał jednak awansować do najwyższej klasy rozgrywkowej.
| Sezon     | Klub         | Kraj   | Rozgrywki        | Mecze | Bramki |
| --------- | ------------ | ------ | ---------------- | ----- | ------ |
| 2007/2008 | Querétaro FC | Meksyk | Liga de Ascenso  | 1     | 0      |
| 2008/2009 | Querétaro FC | Meksyk | Liga de Ascenso  | 18    | 1      |
| 2009/2010 | Querétaro FC | Meksyk | Primera División | 5     | 0      |
| 2009/2010 | CD Irapuato  | Meksyk | Liga de Ascenso  | 7     | 0      |
| 2010/2011 | CD Irapuato  | Meksyk | Liga de Ascenso  | 11    | 0      |
| 2010/2011 | Querétaro FC | Meksyk | Primera División | 9     | 0      |
| 2011/2012 | Querétaro FC | Meksyk | Primera División |       |        |